# Unión Nacional Interuniversitaria
La Unión Nacional Interuniversitaria (en francés: Union Nationale Inter-universitaire, UNI) es una organización francesa de estudiantes universitarios, profesores y personas del común principalmente de derecha.Trata de conservar los valores y preservar el patrimonio cultural e histórico Fue creada en febrero de 1969.

## Historia
La Unión Nacional Interuniversitaria (UNI) fue fundada para expandir la influencia conservadora y de derecha en la universidad francesa tras Mayo de 68. Fue creada por iniciativa del Servicio de Acción Cívica (en francés: Service d'Action Civique), una milicia gaullista.
La UNI mantiene una posición conservadora, oponiéndose al matrimonio entre personas del mismo sexo, la discriminación positiva o a la legalización del cannabis.

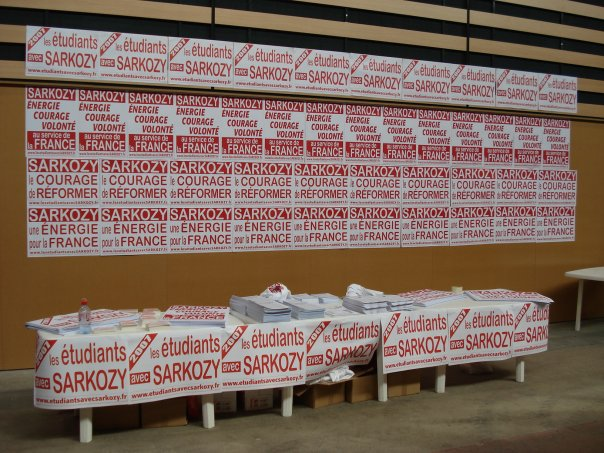
Mesa de la UNI durante un mitin de campaña de Nicolas Sarkozy Lyon (abril de 2007).

Recibió 300.000 dólares entre abril de 1984 y abril de 1985 de la Fundación Nacional para la Democracia de Estados Unidos y recibió el apoyo de Irving Brown de la AFL-CIO.

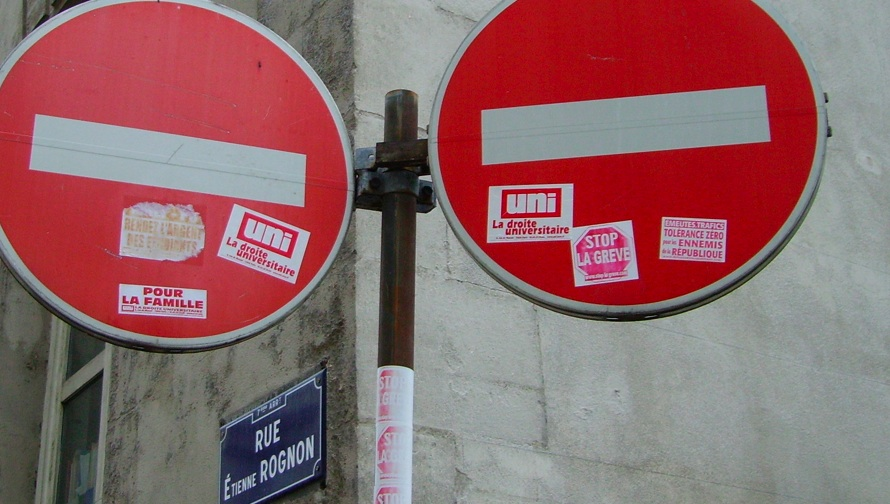
Pegatinas de la UNI cerca del Institut d'études politiques de Lyon, Lyon, Francia.

Desde 1995, la UNI apoyó al presidente Jacques Chirac y se acercó a la Agrupación por la República y al Unión por un Movimiento Popular.
Durante el referéndum sobre la Constitución Europea en Francia en 2005, la UNI estaba dividida entre el apoyo a la constitución y su rechazo. Los líderes de la UNI decidieron apoyar la Constitución Europea. Esto provocó una escisión por parte del sector euroescéptico, creando una nueva organización de estudiantes de corte nacionalista y tradicionalista, la Rassemblement Étudiant de Droite.
En las elecciones presidenciales de Francia de 2007 la UNI apoyó a Nicolas Sarkozy.

## Miembros notables
Algunos antiguos miembros notables de la UNI son:
- Nicolas Sarkozy
- François Fillon
- Michèle Alliot-Marie
- Jean-François Copé
- Roger Karoutchi
- Éric Raoult
- Renaud Muselier
- Laurent Wauquiez
- Christian Jacob
- Christian Vanneste
- Bernard Debré
- Jean-Paul Delevoye
- Xavier Bertrand